# Märkisch Luch
Märkisch Luch là một đô thị thuộc huyện Havelland, bang Brandenburg, Đức.